# Ambia semifascialis
Ambia semifascialis là một loài bướm đêm trong họ Crambidae.